# St. Sebastian (Sulzfeld am Main)

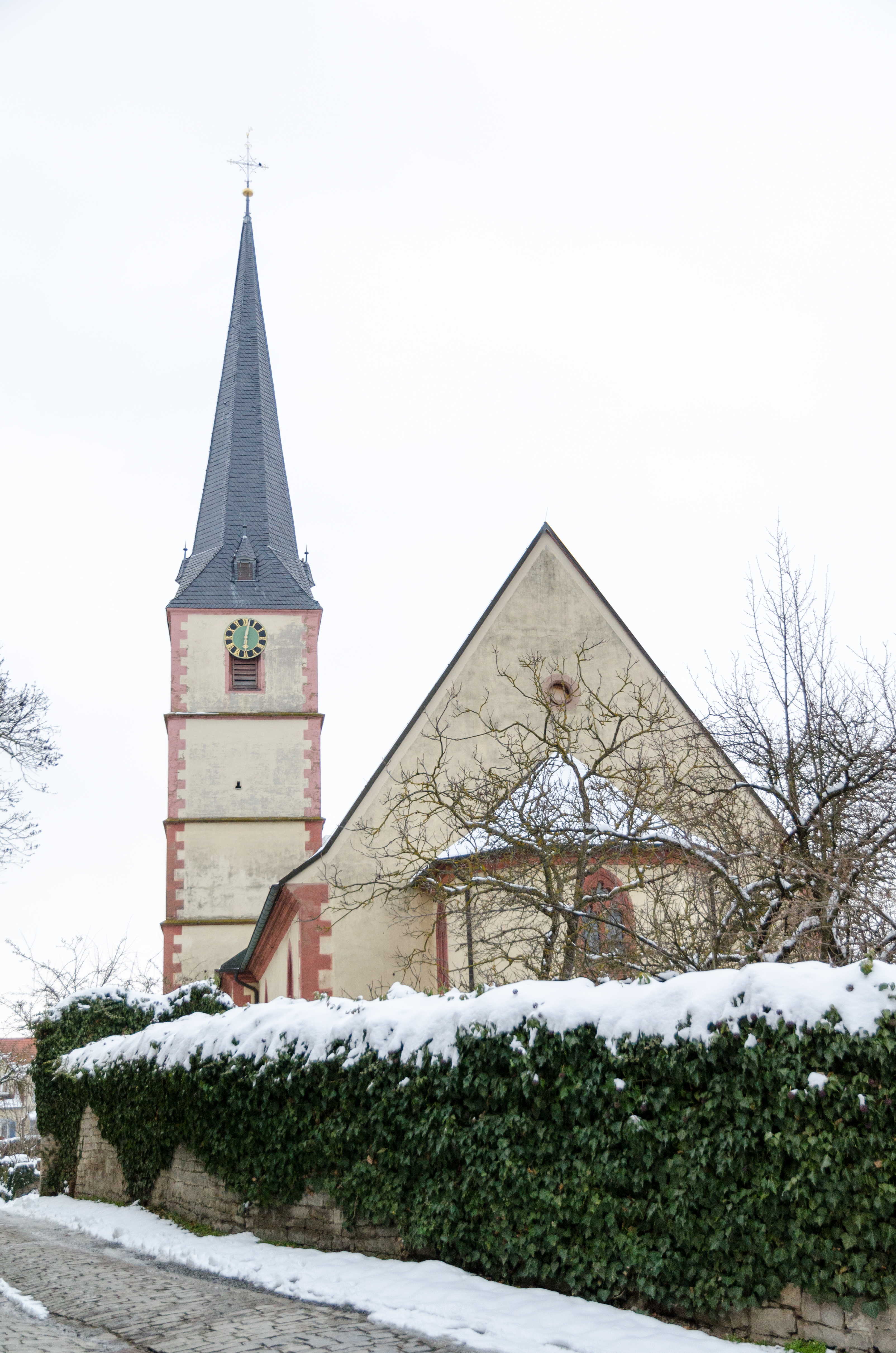
Die Kirche in Sulzfeld am Main

Die Kirche St. Sebastian im unterfränkischen Sulzfeld am Main ist das katholische Gotteshaus der Gemeinde im Landkreis Kitzingen. Die Kirche liegt am Kirchplatz im Nordwesten des Altortes und ist heute Teil des Dekanats Kitzingen.

## Geschichte
Sulzfeld am Main wurde bereits im Jahr 915 erstmals urkundlich erwähnt. Bis zum Jahr 1474 kam der Ort als sogenanntes Kammerdorf an das Hochstift Würzburg, das die Dorfherrschaft bis ins 19. Jahrhundert innehatte. Spätestens am 13. Januar 1307 wurde das Gotteshaus in Sulzfeld zur Pfarrei erhoben. Ursprünglich war das Gotteshaus Teil des Seelsorgebereichs des Benediktinerinnenkloster Kitzingen, Ende des 16. Jahrhunderts führte noch immer eine Wallfahrt von Sulzfeld aus in die Abtei.
Im Jahr 1479 war die Kirche noch mehreren Patronen geweiht. So sind die Patrozinien für Sebastian, Tiburtius und Valerian nachgewiesen. Bis 1590 setzte sich der heilige Sebastian als alleiniger Patron durch. Mit dem Jahr 1482 begann man mit der Errichtung eines größeren Gotteshauses, das bis 1491 fertiggestellt worden war und dessen Reste noch heute erkennbar sind. Allerdings konnte die Kirche erst am 15. Juni 1496 benediziert werden.
Die Reformation führte auch in Sulzfeld zu einer Spaltung der Bevölkerung. In der Gemeinde wurde der katholische Gottesdienst nicht mehr regelmäßig gefeiert und die Pfarrei drohte einzugehen. Im Jahr 1576 wurde die Pfarrkirche in einer Visitation nicht erwähnt. Erst mit dem Amtsantritt des Fürstbischofs Julius Echter von Mespelbrunn wurde die Gegenreformation im Bistum forciert. Echter war auch für den großen Kirchenumbau von 1602 verantwortlich, bei der unter anderem der Turm aufgestockt wurde.
Eine weitere Erneuerung nahm man im Jahr 1710 am Gotteshaus vor. Die Sebastianskirche erhielt ein größeres Langhaus, außerdem wurde ein großes Barockportal angebaut. Im Jahr 1889 errichtete Meister Pavel aus Kitzingen eine Treppe zur Empore. 1894 wurde das Beinhaus im Untergeschoss der alten Sakristei aufgelöst, es machte einer Lourdesgrotte Platz. Zwischen 1976 und 1978 wurden die Bemalung im Inneren der Sebastianskirche übertüncht, die Malereien wurden erst 1989 wieder freigelegt.

## Architektur
Die Kirche präsentiert sich als geosteter Saalbau. Im Osten befindet sich ein netzgewölbter Polygonalchor, der zwischen 1482 und 1491 entstand. Im Zuge der Erneuerungen während der Gegenreformation wurde ein sogenannter Julius-Echter-Turm mit dem typischen Spitzhelm errichtet. Die Geschosse des Turmes sind durch Gesimse auch äußerlich erkennbar. 1497 errichtete man in der Nähe der Kirche eine Ölberggruppe, die vom Schultheiß Lorenz Götz gestiftet worden war.

## Ausstattung

### Glocken
Das Geläut der Sebastianskirche besteht aus insgesamt vier Glocken. Drei von ihnen wurden erst nach dem Zweiten Weltkrieg gegossen und kamen 1949 bzw. 1953 in das Gotteshaus. Wahrscheinlich musste die Gemeinde die Vorgängerglocken während des Weltkrieges zum Einschmelzen abgeben. Die älteste Glocke entstammt dagegen dem Jahr 1925. Sie ist den Gefallenen des Ersten Weltkriegs gewidmet.
| Nummer | Name              | Grundton | Gussjahr | Gießer                                | Durchmesser in Zentimeter | Gewicht in Kilogramm | Inschrift |
| ------ | ----------------- | -------- | -------- | ------------------------------------- | ------------------------- | -------------------- | --- |
| 1.     | Marienglocke      | g‘       | 1949     | Gießerei Czudnochowsky, Erding        | 131                       | 1400                 | „Gegrüßet seist du Maria“, „Den Opfern des Weltkriegs 1939–45 gewidmet von der Gemeinde Sulzfeld a/Main“                    |
| 2.     | Armenseelenglocke | c‘‘      | 1949     | Gießerei Czudnochowsky, Erding        | 100                       | 600                  | Kreuzrelief, „Den armen Seelen zum Trost“                                                                                   |
| 3.     | Gefallenenglocke  | b‘       | 1925     | Gießerei Gebrüder Klaus, Heidingsfeld | 87                        | 400                  | Kreuzrelief, „Zum Gedächtnis der im Weltkrieges 1914–18 gefallenen Helden unserer Gemeinde, 1925 Gebr. Klaus, Heidingsfeld“ |
| 4.     | Christusglocke    | es‘      | 1953     | Gießerei Lotter, Bamberg              | 74                        | 204                  | Relief des pastor bonus, Wappen Sulzfeld, „Ich bin der gute Hirte“                                                          |

### Weitere Ausstattung
Die Ausstattung der Sebastianskirche kam überwiegend im 19. Jahrhundert in das Gotteshaus und kann damit der Neugotik zugeordnet werden. Ältestes Element ist allerdings eine Muttergottesfigur aus der Riemenschneiderschule. Sie war ursprünglich als Hausfigur an einem Gebäude im Dorf angebracht und steht seit dem Jahr 1962 im Kircheninneren. Die ehemalige Hausfigur wurde um 1470 geschaffen. Aus der Gotik haben sich außerdem vier Bilder eines Flügelaltars aus dem 16. Jahrhundert erhalten.

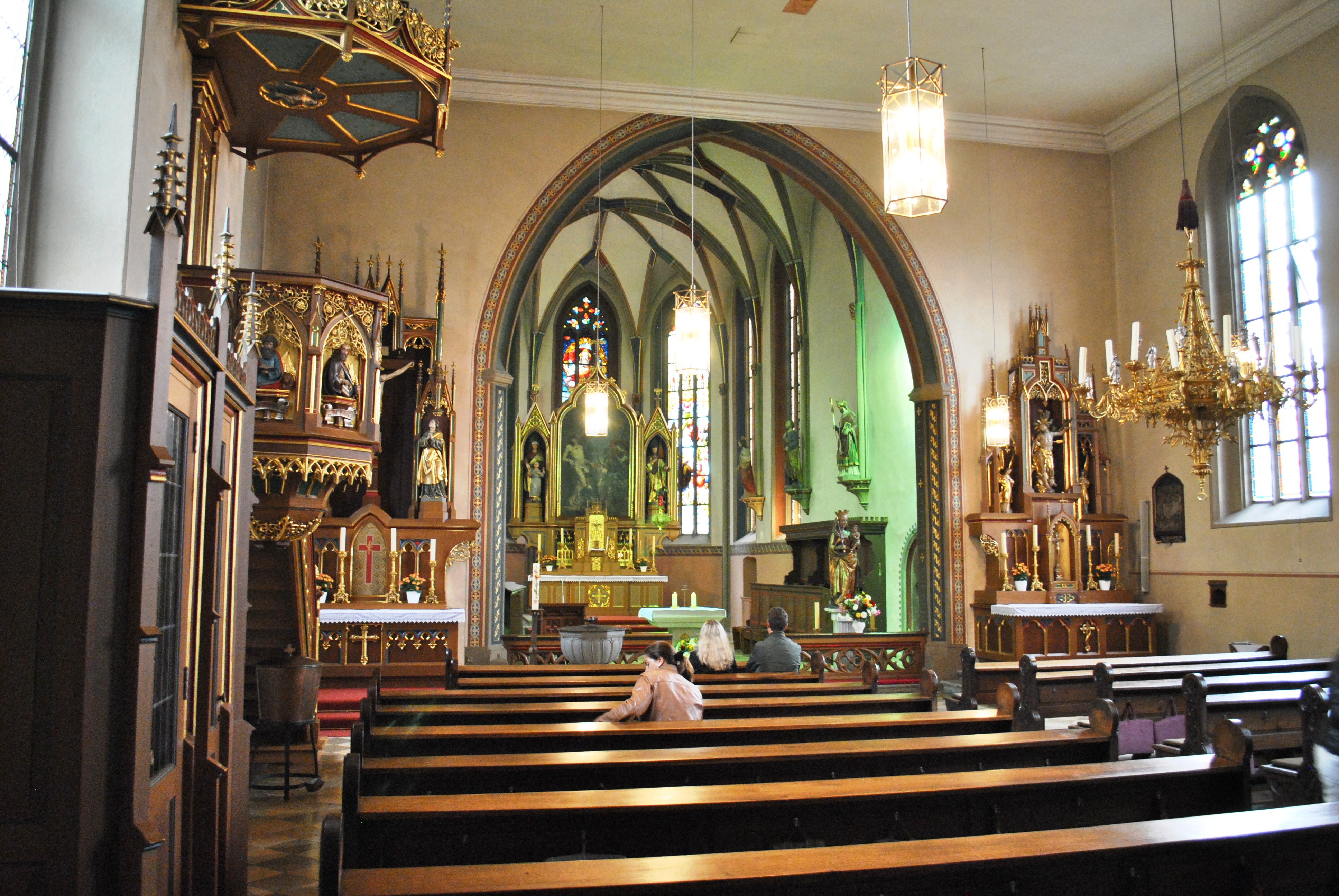
Das Innere der Kirche von Westen

Der Taufstein entstammt der Wende zum Jahr 1600. Ein rechteckiger Fuß mit geflügelten Engelsköpfen leitet zu einem Becken in Muschelform über. Aus der Zeit vor 1900 hat sich außerdem eine sogenannte Sakramentsnische im Norden der Chorwand erhalten. Im nördlichen Langhaus befindet sich eine Figur des heiligen Aloisius aus dem 18. Jahrhundert. Zwei Zunftstangen und ein Vortragekreuz verweisen auf die wichtige gesellschaftliche Bedeutung der Kirche.
In den Jahren 1863 und 1864 wurden die drei Altäre errichtet. Im Jahr 1890 veränderte man den Hochaltar, der zusätzlich 1989 von der Firma Menna aus Würzburg eine neue Mensa erhielt. Alle Altäre besitzen eine hohe Predella, der Hochaltar besitzt außerdem einen zweigeschossigen Tabernakelaufbau. Das Altarblatt des Hochaltars stammt von Johann Baptist Ruel und zeigt das Martyrium des heiligen Sebastian. Es wurde um 1680 gemalt. Die Seitenaltäre sind mit einer Kreuzigungsgruppe und einer Sebastiansfigur verziert.
An der Chorwand brachte die Gemeinde im Jahr 1891 einige Heiligenfiguren an. Im Chor sind außerdem drei Glasgemälde zu sehen. Sie wurden von der Mayer’sche Hofkunstanstalt geblasen und kamen 1893/1894 in die Kirche. Dargestellt sind die Geburt Jesu, Gottvater in den Wolken und der heilige Geist als Taube. Die Kanzel stammt von 1889/1890 und zeigt Reliefs der vier Evangelisten im Korpus. Auf dem Schalldeckel ist der Heilige Geist zu erkennen.
Das Deckengemälde im Langhaus, das den Gnadenstuhl zeigt, wurde 1890 von Albert Schraivogel aus Rottenburg am Neckar geschaffen. 1931 schuf der Würzburger Heinz Schiestl 14 Kreuzwegstationen, die im Langhaus Aufstellung fanden. Der Altar versus populum kam 1978 im Zuge des Vatikanischen Konzils in die Kirche und wurde vom Würzburger Bischof Josef Stangl geweiht. Der neugotische Ambo wurde 1985 in der Sebastianskirche aufgestellt.

## Außen
An der Kirche wurden mehrere Epitaphe angebracht. Ein Sandsteinrelief zeigt einen Löwen. Eine Gedenktafel ist dem 1534 verstorbenen Rat Lorenz Götz und seiner Ehefrau Margaretha gewidmet. Ein Steinmetzzeichen verweist auf den Bildhauer Hans Keesebrod aus Segnitz. 1554 wurde Georg Schetzler von seinem Sohn dem Würzburger Lehenschreiber Johann Bonifaz Schetzler mit einer Tafel geehrt. An der Chorsüdseite entstand ein Kriegerdenkmal, das an die Gefallenen der Weltkriege erinnert. Der Kitzinger Bildhauer Richard Rother war für die Errichtung verantwortlich.